# Jesuitenkolleg (Český Krumlov)

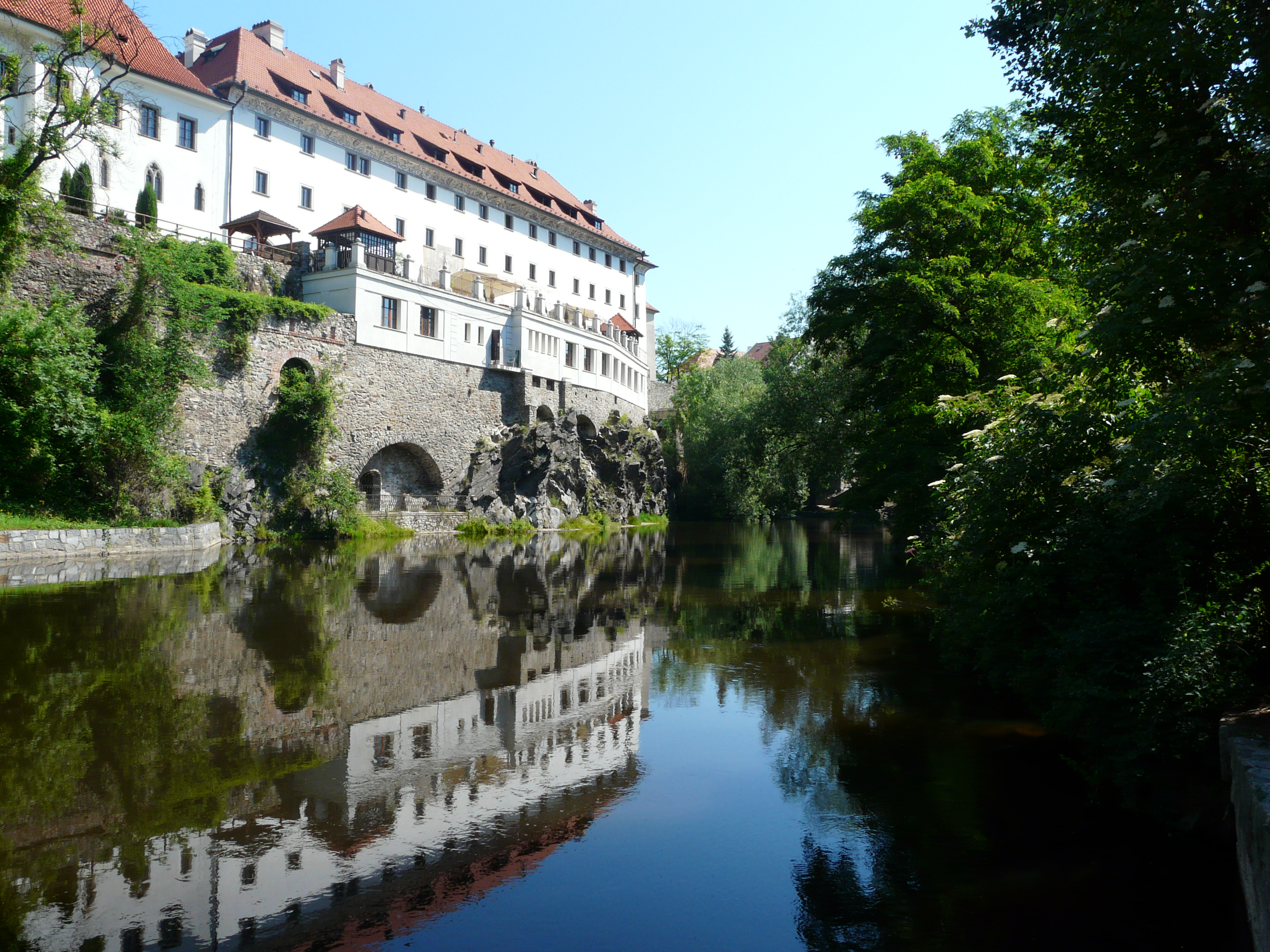
Jesuitenkolleg an der Moldau in Krumau

Das Jesuitenkolleg in Český Krumlov (deutsch Krumau), einer Stadt in der Region Jihočeský kraj (Südböhmen) in Tschechien, war ein Kolleg der Jesuiten, das von 1588 bis 1773 bestand. Das Gebäude steht seit 3. Mai 1958 unter Denkmalschutz. Heute ist darin ein Hotel gehobener Klasse untergebracht.

## Geschichte

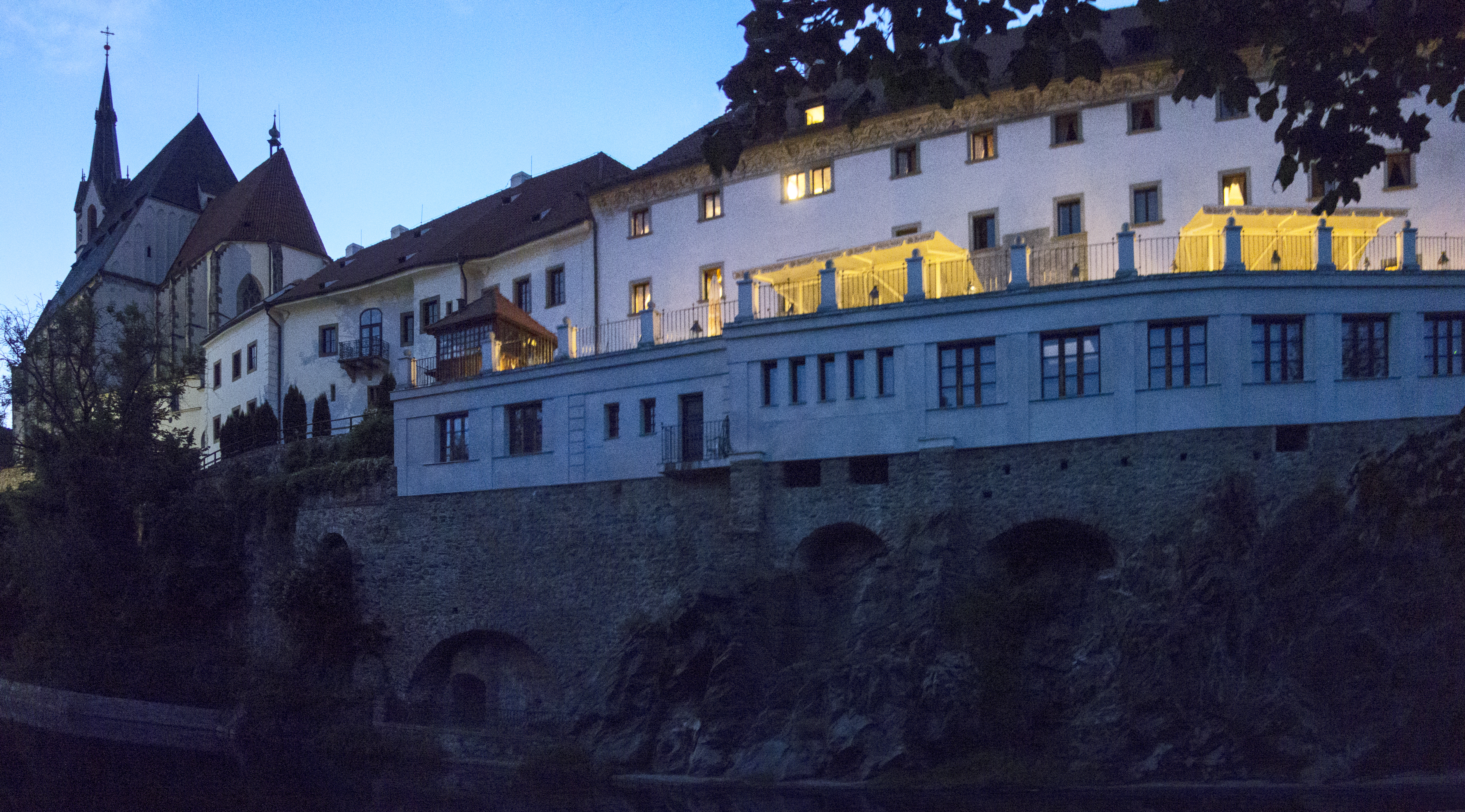
Hotel Růže

Wilhelm von Rosenberg rief die Jesuiten nach Krumau, um ein höheres Schulwesen in der Stadt einzurichten. Alexander Vojt, Rektor des Clementinums in Prag, entwarf die Pläne für das Kolleg, das Baldassare Maggi nach Abriss von sechs mittelalterlichen Stadthäusern in den Jahren 1586–1588 erbaute. Die dazu benötigten Balken und Bretter wurden von Holzfällern aus Rožmberk und Loučovice auf der Moldau herabgeflößt, der Kalk kam aus Chvalšiny, Nägel, Blech und Eisen wurden aus dem österreichischen Freistadt geliefert.
Um zu den Jesuitengärten am anderen Ufer der Moldau gelangen zu können, wurde 1591 eine Hängebrücke errichtet, die 1638 durch einen Sturm zerstört wurde. 1663 wurde eine gedeckte Holzbrücke erbaut, die auf alten Stadtansichten zu sehen ist. Nach der Auflösung der Ordensniederlassung 1773 wurde die Brücke versteigert und entfernt.
Die ursprünglich geplante Kollegiumskirche wurde nicht gebaut, Wilhelm von Rosenburg überließ den Jesuiten jedoch die St.-Veits-Kirche. In den Felsen hinter der benachbarten Prälatur wurde 1601 ein gedeckter einstöckiger Gang in der Breite von „vier Männern“ geschlagen, um vom Jesuitenkolleg direkt in die Kirche St. Veit gelangen zu können.
Nach der Aufhebung des Jesuitenordens im Jahr 1773 wurde das Gebäude bis 1887 als Kaserne genutzt. 1889 erwarb die tschechische Sparkasse das ehemalige Kolleg und eröffnete das Hotel Růže („Hotel Rose“), dem 1906 der Theatertrakt angegliedert wurde. In den 1960er-Jahren wurde das Hotel wegen Baufälligkeit geschlossen, 1980–1991 aufwändig restauriert und neu eröffnet.

## Baubeschreibung
Der vierflügelige, dreigeschossige Bau ist auf der Straßenseite und im länglichen Innenhof mit Renaissance-Sgraffitos geschmückt. Über Schneckentreppen gelangt man hinauf in den ehemaligen Theatersaal.
An der Fassade des Innenhofs befinden sich die Wappen der Herren von Rosenberg und der Herren von Pernstein (Polyxena von Pernstein-Lobkowicz war die vierte Gattin von Wilhelm von Rosenberg) als auch das Symbol des Jesuitenordens.

## Ausstattung
Die Barockapotheke aus der Mitte des 17. Jahrhunderts wurde nach der Aufhebung des Jesuitenordens an Johann I. von Schwarzenberg verkauft und ist heute als Dauerausstellung im Regionalmuseum von Krumau (Regionální muzeum v Českém Krumlově) zu besichtigen.

## Persönlichkeiten
- Der bekannteste Professor des Kollegs war Bohuslav Balbín (1621–1688).
- Der Jesuit Kaspar Knittel (1644–1702) lehrte u. a. an diesem Jesuitenkolleg.
- Der Apotheker und Botaniker Georg Joseph Kamel (1661–1706), nach dem die Pflanzenart Kamelie benannt ist, arbeitete von Januar 1686 bis April 1987 in der Apotheke des Kollegs.